# Murphy’s Law
Murphy’s Law ist eine US-amerikanische Hardcore-Band aus New York, die seit Anfang der 1980er-Jahre aktiv ist.

## Bandgeschichte
Murphy’s Law gründeten sich an Silvester 1983 und traten in einem S&M-Club auf. Jimmy Gestapo (Gesang), Alex Morris (Gitarre), Adam Mucci (Bass) und Harley Flanagan (Schlagzeug) spielten an diesem Abend lediglich drei Stücke, diese jedoch immer und immer wieder: die beiden Coverversionen Steppin’ Stone (Original von den Monkees), Wild Thing (Original von The Troggs) und die Eigenkomposition Fun. Die Gruppe trat anschließend mehrfach im CBGB auf. Noch im selben Jahr veröffentlichten sie das Demo Bong Blast, das diese frühen Auftritte enthielt. In dieser Zeit stieg Harley Flanagan aus, um die Cro-Mags zu gründen. Auch in den nachfolgenden Jahren geriet das Line-up immer wieder auseinander, so dass eine Vielzahl von Musikern an der Gruppe beteiligt war. Das selbstbetitelte Debütalbum erschien dann 1986 unter Mitwirkung von Jimmy Gestapo, Alex Morris, Petey Hines (Schlagzeug) und Pete Martinez (Bass). Letzterer war später unter anderem als Toningenieur für Hellcat Records und Garbage tätig.
Daraufhin spielte die Band mit Todd Youth (an der zweiten Gitarre) und Doug E. Beans (Schlagzeug) auf der Licensed-to-Ill-Tour im Vorprogramm der Beastie Boys (die ebenfalls aus der Hardcore-Szene stammen), Public Enemy und Fishbone. Auf Grund neuer Line-up-Probleme wurde Back with a Bong erst 1989 fertiggestellt. Die Band setzte sich nun aus Jimmy Gestapo, Todd Youth (nun alleiniger Gitarrist), Chuck Valle am Bass, der ehemals bei Ludichrist und als Toningenieur zweier Public-Enemy-Alben mitwirkte, und Doug E. Beans am Schlagzeug zusammen. Tourneen im Vorprogramm der Red Hot Chili Peppers, der Ramones und Run-D.M.C. folgten.
Das 1991er Album Best of Times wurde unter Mitwirkung zahlreicher Ex-Mitglieder und Gastmusiker eingespielt. Unter anderem wirkten mehrere Mitglieder der Cro-Mags sowie Christopher Dowd (von Earth, Wind and Fire) und Vicki Calhoun (Ex-Red Hot Chili Peppers) mit. 1993 erschien die Single Good for Now unter Beteiligung von Jack Flanagan (Gitarre) und Michael McDermott (Schlagzeug).
Am 17. Juli 1994 wurde Chuck Valle von einem unbekannten Täter ermordet. Das Album Dedication von 1996 wurde ihm gewidmet. Dean Rispler übernahm seine Nachfolge und Eric Acre wurde der neue Schlagzeuger.
2001 erschien ein weiteres Album mit dem Titel The Party’s Over. Das Line-up bestand nun aus Jimmy Gestapo, Sal Villaneuva (Bass), Richard Bacchus (Gitarre) und Eric Acre (Schlagzeug). Murphy’s Law waren außerdem Teil von Matthew Barneys Performance The Order. 2005 unterschrieben Murphy’s Law auf Vinnie Stigmas Label NYHC Tattoos und veröffentlichten dort ein Best-of-Album sowie die Coverplatte Covered, auf der sie ihre eigenen Versionen von Stücken von Deep Purple, The Clash und Circle Jerks veröffentlichten.
Zur Besetzung der Jahre 2021 bis 2023 gehörten der Gitarrist Ben Social und die Bassistin Amy Wappel von der aus Connecticut stammenden Punkband Sadplant.

## Musikstil und Texte

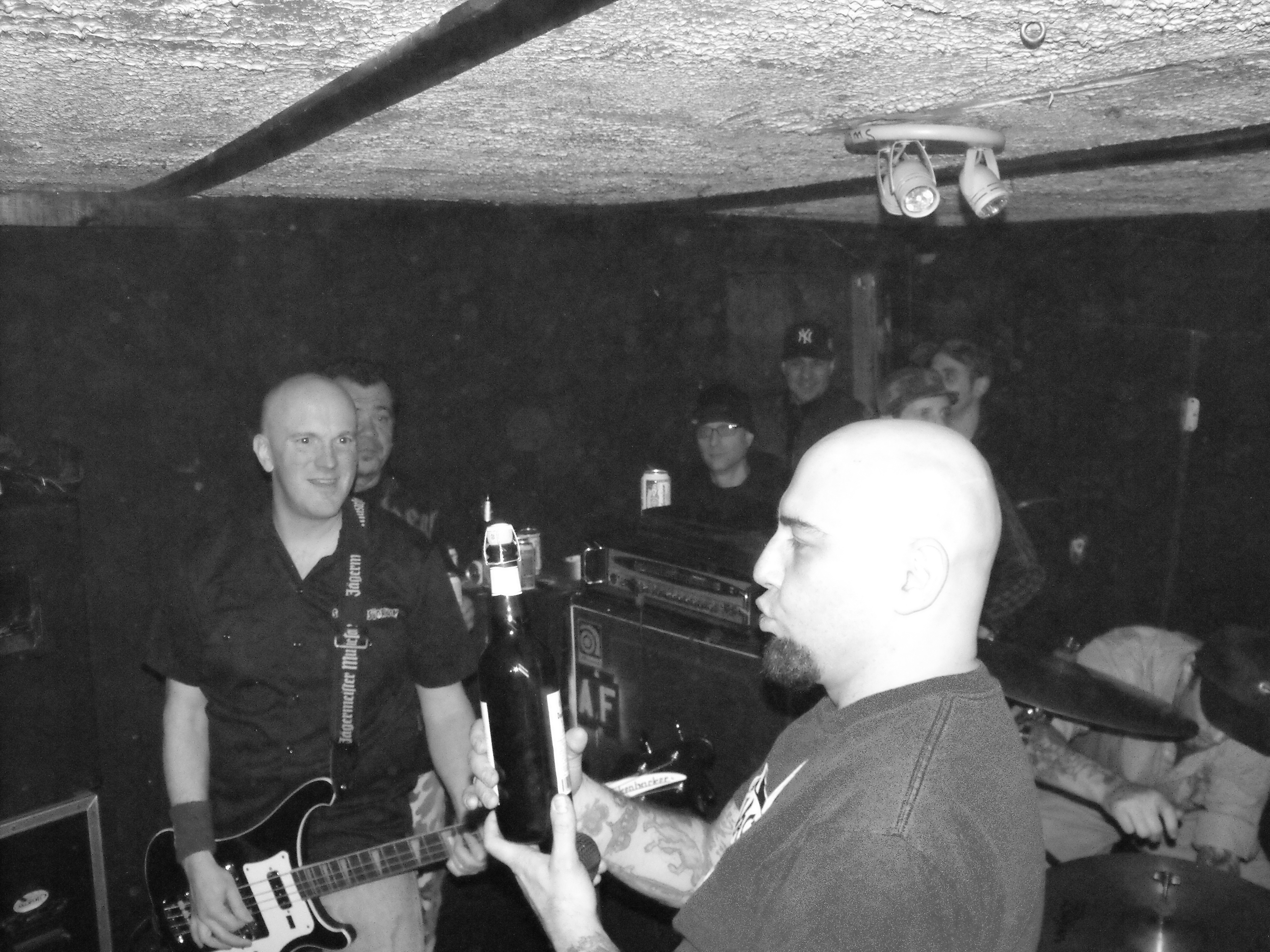
Murphy’s Law live 2009

Die ersten Alben der Gruppe waren noch stark vom britischen Oi! beeinflusst, während später, unter anderem durch die Zusammenarbeit mit Fishbone, sehr viele Ska- und Reggae-Einflüsse hinzukamen. Gerade die ersten Alben waren für den New York Hardcore prägend und beeinflussten Bands wie Agnostic Front und die Cro-Mags. Zugleich war Murphy’s Law eine der ersten Unity-Bands, die in der Hardcore-Szene den Zusammenhalt predigten. Ihre Musik legt sehr viel Wert auf den Fun-Aspekt der Hardcore-Szene. Absurde Coverversionen, wie das Paul-McCartney-Stück Ebony & Ivory und ironische Lieder wie Secret Agent S.K.I.N. und California Pipeline konterkarieren die ansonsten sehr ernste Hardcore-Szene. So enthält California Pipeline mit einer Textzeile wie Ronnie Reagan is my man / if he can’t do it / no one can eine ironische Huldigung auf Ronald Reagan, der in der Hardcore-Punk-Szene wie kein zweiter verhasst war. Die Gruppe bearbeitet aber auch, gerade auf den letzten beiden Alben, eher ernste Themen wie Kindesmisshandlung und Entmündigung.

## Kontroverse

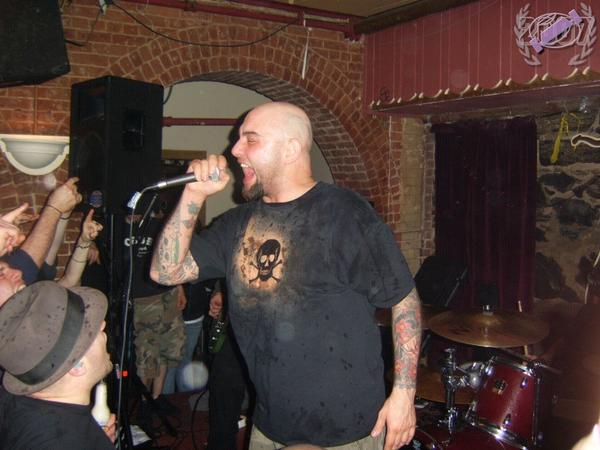
Jimmy Gestapo live 2007

Murphy’s Law war eine der frühen Skinhead-Bands der New Yorker Punk-Szene. Sowohl das Pseudonym des Sängers, das an die Geheime Staatspolizei im Dritten Reich angelehnt war, als auch einige Songtitel wie America Rules, sorgten für zahlreiche Probleme mit der eher linksorientierten Hardcore-Punkszene. Obwohl die Gruppe mit zahlreichen afroamerikanischen Musikern wie Public Enemy und Run DMC auftrat und mit Chuck Valle einen der bekanntesten Toningenieure der Hip-Hop-Musik der 1980er Jahre in ihren Reihen hatte, benötigte sie sehr lange, um sich von den Vorwürfen, rechtes Gedankengut zu verbreiten, loszusagen.

„Da gab es in der Tat einige Mißverständnisse. (…) Es waren aber nur zwei bis drei Plattenläden, die unsere LP nicht geordert haben, weil darauf eine Amerikafahne zu sehen ist und sie der Meinung waren, daß wir deswegen Nazis sind. Wenn diese Leute ein wenig genauer hinschauen würden, dann wäre ihnen aufgefallen, daß mir Gary von den Bad Brains an der Gitarre ausgeholfen hat und daß Fishbone Trompete spielt. Es ist sehr offensichtlich, daß wir keine rassistische Band sind.“

## Diskografie

### Alben
- 1983: Bong Blast (kein Label)
- 1986: Murphy’s Law (Profile Records)
- 1989: Back with a Bong (Profile Records)
- 1991: The Best of Times (Relativity Records)
- 1996: Dedicated (Another Planet Records)
- 2001: The Party’s Over (The Age of Venus Records)
- 2005: Covered (NYHC Tattoos Records)

### Singles und EPs
- Monster Mash (1991)
- Good for Now EP (1993)
- My Woman from Tokyo (1995)
- What Will The Neighbors Think? (1996)
- Kansai Woman (1996, nur in Japan)

### Kompilationen
- Beer, Smoke and Live (2002)
- The Best (2005)